# Cordulegaster diastatops
Cordulegaster diastatops is een echte libel uit de familie van de bronlibellen (Cordulegastridae).
De wetenschappelijke naam van de soort werd in 1854 gepubliceerd door Edmond de Selys Longchamps.